# Beli Orao
Beli Orao ("Águia Branca" em servo-croata) foi um iate real construído em 1938–39 para a Marinha Real Jugoslava que pretendia servir como navio patrulha, escolta ou navio de guarda em tempos de guerra. Após a sua conclusão, foi colocada em serviço como o iate do almirantado – usado por almirantes seniores para transporte e para analisar exercícios de frota. Ela foi capturada em abril de 1941 pelos italianos durante a Segunda Guerra Mundial, na invasão da Jugoslávia. A Marinha Real Italiana substituiu os seus canhões e usou a embarcação como uma canhoneira para proteção de portos e funções de escolta costeira, brevemente como Alba e depois Zagabria. Ela foi então usada para treinar especialistas em guerra anti-submarina da base naval de La Spezia.
Após o armistício italiano com os Aliados em setembro de 1943, Zagabria escapou da captura pelos alemães e foi devolvida à Marinha Real Jugoslava no exílio em dezembro daquele ano. Reformada, e sob o seu nome original de Beli Orao, ela tornou-se um navio de apoio para uma flotilha de canhoneiras a motor que havia sido emprestada à Marinha Real Jugoslava no exílio pela Marinha Real Britânica. Nessa função, operou na Colónia da Coroa Britânica de Malta e no Mar Tirreno, na costa oeste da Itália, e mais tarde no Mar Adriático, na costa jugoslava. Após a guerra, permaneceu nas mãos da Jugoslávia sob os nomes de Biokovo e depois Jadranka, servindo como iate naval e como iate presidencial para o presidente da Jugoslávia, Josip Broz Tito, e também como barco de despacho. Em 1978 ainda estava em serviço como iate, mas foi sucateada logo depois.

## Antecedentes, descrição e construção
O Beli Orao foi encomendado ao Cantieri Riuniti dell'Adriatico (CRDA) em Trieste, Itália, em 1938, originalmente projetado como um navio de guarda para a Guarda Financeira Jugoslava. Durante a sua construção, os planos foram alterados várias vezes pelo governo jugoslavo, de modo que a embarcação foi concluída como um iate real para uso do príncipe-regente Paulo em tempos de paz. Em tempo de guerra, ela deveria ser usada como barco de patrulha, escolta, ou navio de guarda. O desenho final deu-lhe a aparência de um iate a motor ou de um navio de passageiros veloz.
As fontes variam sobre o comprimento de fora a fora da Beli Orao; os valores 60,45 metros e 65 metros são referidos. Tinha um comprimento entre perpendiculares de sessenta metros, uma boca de 7,95 metros ou oito metros, e um calado de 2,8 metros ou 2,84 metros. Ela teve um deslocamento padrão de 567 toneladas, e deslocou cerca de 660 toneladas em plena carga. A embarcação era movida por dois motores a diesel CRDA-Sulzer acionando a duas hélices. As fontes variam relativamente à potência dos seus motores. Conway's All the World's Fighting Ships 1922–1946 afirma que eles geraram 1 900 bhp (1 400 kW), mas o historiador naval Zvonimir Freivogel atribui uma produção superior, de 2 200 cavalo-vapor (Até 210 cv). Os motores foram projetados para conduzi-la a uma velocidade de cruzeiro de 17 nós, ou 31 km/h, e uma velocidade máxima de 18,5 nós, ou 34,3 km/h. O tamanho da sua tripulação é desconhecido. Para o serviço de guerra, ela deveria estar armada com dois canhões antiaéreos de quarenta milímetros, e duas metralhadoras de 15 milímetros (0,59 pol) ou 7,9 milímetros (0,31 pol). Beli Orao, em homenagem à águia branca de duas cabeças no brasão jugoslavo, viu o batimento da quilha a 23 de dezembro de 1938, foi lançada a 3 de junho de 1939 e concluída a 29 de outubro daquele ano, após a Segunda Guerra Mundial ter estourado.

## Histórico de serviço
Quando Beli Orao foi concluída, a Jugoslávia ainda não havia sido atingida pela guerra, mas foi imediatamente contratada para substituir o iate do almirantado Vila, que era usado por almirantes seniores para transporte e análise de exercícios da frota. Isto mudou com a invasão do país pelo Eixo, liderado pela Alemanha Nazi, em abril de 1941. No momento da invasão, Beli Orao estava localizada na principal base da frota da marinha na Baía de Kotor. Quando a nau capitânia da frota, o obsoleto cruzador leve Dalmacija, foi incumbido de participar num ataque contra o enclave italiano de Zara, o pessoal da frota foi transferido para a Beli Orao. Após os italianos capturarem Kotor, o comandante-chefe da frota, o contra-almirante Emil Domainko, que estava a bordo da Beli Orao ancorada em Krtole na baía, foi convocado para se encontrar com um general italiano cujas tropas estavam a ocupar Kotor. Beli Orao então sediou as negociações entre o pessoal da frota e a Marinha Real Italiana sobre a rendição da frota. Domainko foi autorizado a navegar na Beli Orao para Herceg Novi na foz da baía, mas voltou para Kotor para entregar o navio.
Ela foi colocada em serviço com a Marinha Real Italiana como canhoneira, inicialmente como Alba (Amanhecer), embora o seu nome tenha sido logo alterado para Zagabria (o nome italiano de Zagreb), provavelmente para compensar o facto de o contratorpedeiro jugoslavo Zagreb ter sido afundado por dois dos seus oficiais em vez de ser rendido. Os dois canhões de 40 mm da Zagabria foram substituídos por dois canhões Oerlikon de 20 mm (0.79 in). Na época, ela era uma das maiores canhoneiras operadas pelos italianos. Como outras canhoneiras italianas, ela foi empregue apenas na proteção do porto e nas funções de escolta costeira.
Zagabria foi então anexada à escola de guerra antissubmarina (GAS) em La Spezia, no Mar da Ligúria, onde foi equipada com hidrofones para detectar submarinos. Até ao armistício italiano com os Aliados em setembro de 1943, ela foi usada para treinar especialistas em GAS para serviço em corvetas, contratorpedeiros e torpedeiros. Na época do armistício, Zagabria escapou da iminente captura alemã navegando para Augusta, na Sicília. No dia 19 de setembro, partiu para Valletta na Colónia da Coroa Britânica de Malta com as corvetas Folaga e Gru da classe Gabbiano, mas tiveram que voltar para trás para entregar o almirante italiano Aimone, Duque de Aosta, a Taranto, no sul da Itália, pois os termos do armistício não permitiam que ele deixasse o país. A 7 de dezembro daquele ano, Zagabria foi devolvida pelos italianos à Marinha Real Jugoslava no exílio e retomou o nome de Beli Orao. Logo após o seu retorno, ela foi visitada em Malta por Pedro II, o rei da Jugoslávia, que vivia exilado no Reino Unido com o seu governo.
Após a reforma em Taranto, Beli Orao foi usada como um navio de apoio para uma flotilha de canhoneiras a motor que havia sido emprestada à Marinha Real Jugoslava no exílio pela Marinha Real Britânica. Em 1944 e 1945, ela estava estacionada em Malta, onde a Marinha Real Britânica expulsou os "monarquicos" restantes da flotilha, substituindo esse pessoal por uma tripulação politicamente confiável e leal aos guerrilheiros Jugoslavos liderados pelo Partido Comunista Jugoslavo. A flotilha estava estacionada então em Livorno, na costa ocidental da Itália, enquanto operava no Mar Tirreno. A flotilha realizou operações no Adriático no final da guerra, sob o comando do comandante Konstantin Jeremić, baseado em Ancona, na costa leste da Itália, a partir de 1 de abril de 1945. Em meados de abril, quatro canhoneiras a motor da flotilha apoiaram a captura da ilha de Rab pelas tropas guerrilheiras, mas a desconfiança permaneceu entre a Marinha Guerrilheira local e os remanescentes da Marinha Real Jugoslava no exílio, e até mesmo os britânicos aparentemente limitaram as informações que eles compartilhariam com a flotilha. Beli Orao continuou em serviço até ao fim da guerra. Na era comunista do pós-guerra, os historiadores Jugoslavos criticaram ou ignoraram as operações da flotilha, e pouca pesquisa histórica foi realizada sobre o assunto.
Após a guerra, a embarcação foi renomeada para Biokovo e, em 1949, para Jadranka, servindo como iate armado na Marinha Jugoslava e também como iate presidencial para o presidente da Jugoslávia, Josip Broz Tito. Em 1969, servia como barco de despacho, e foi excluída do registo naval em 1976 ou 1977, período após o qual um novo Jadranka foi construído como iate presidencial. Em 1978, o Jadranka original ainda estava em serviço como um iate, mas foi descartado logo depois. O sino do seu navio, a roda do leme e o brasão Jugoslavo que ela carregava durante o seu serviço, estão preservados no Museu Marítimo Croata em Split.